# Chuột tuyết châu Âu
Chuột tuyết châu Âu, tên khoa học Chionomys nivalis, là một loài động vật có vú trong họ Cricetidae, bộ Gặm nhấm. Loài này được Martins mô tả năm 1842.

## Hình ảnh

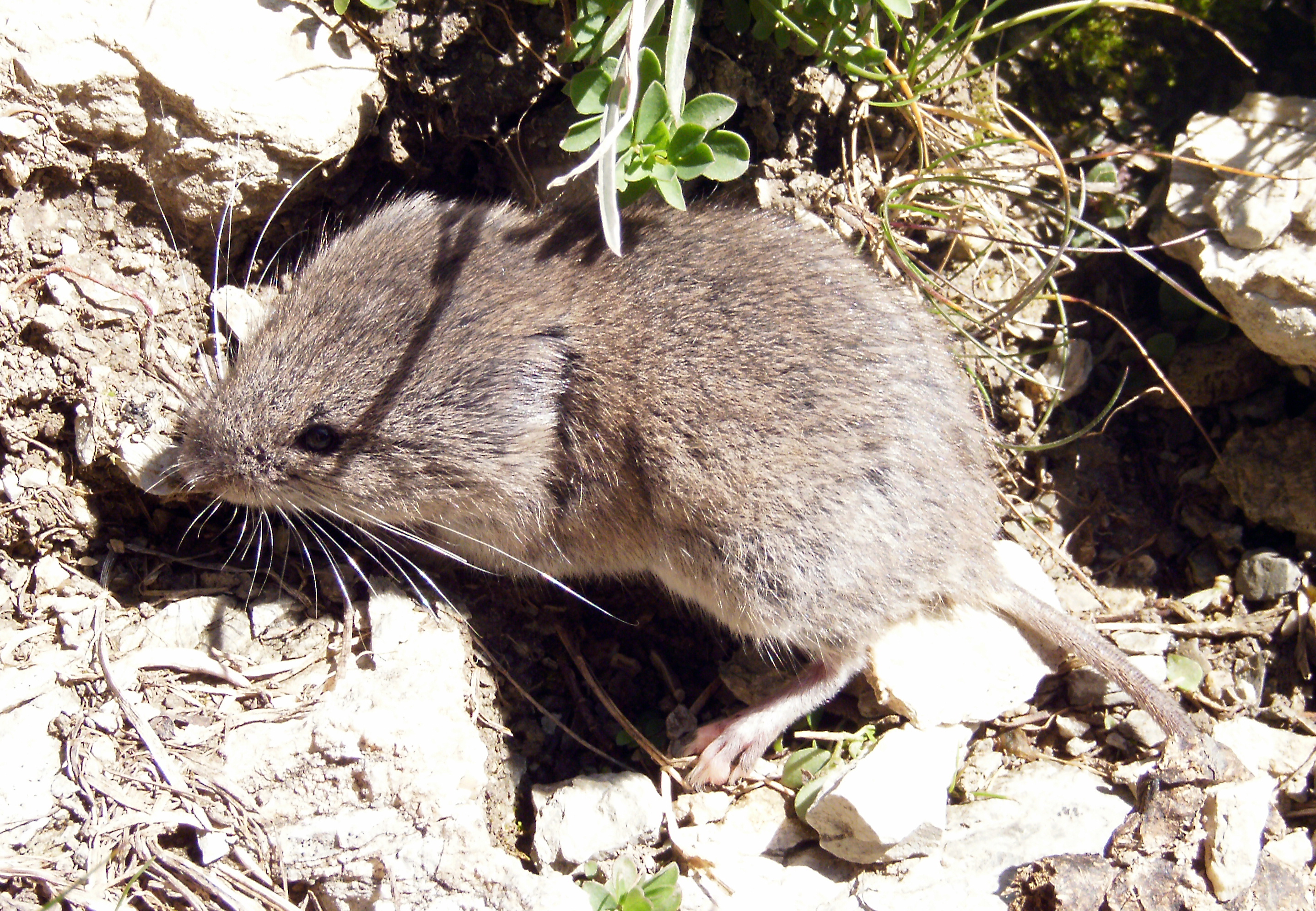
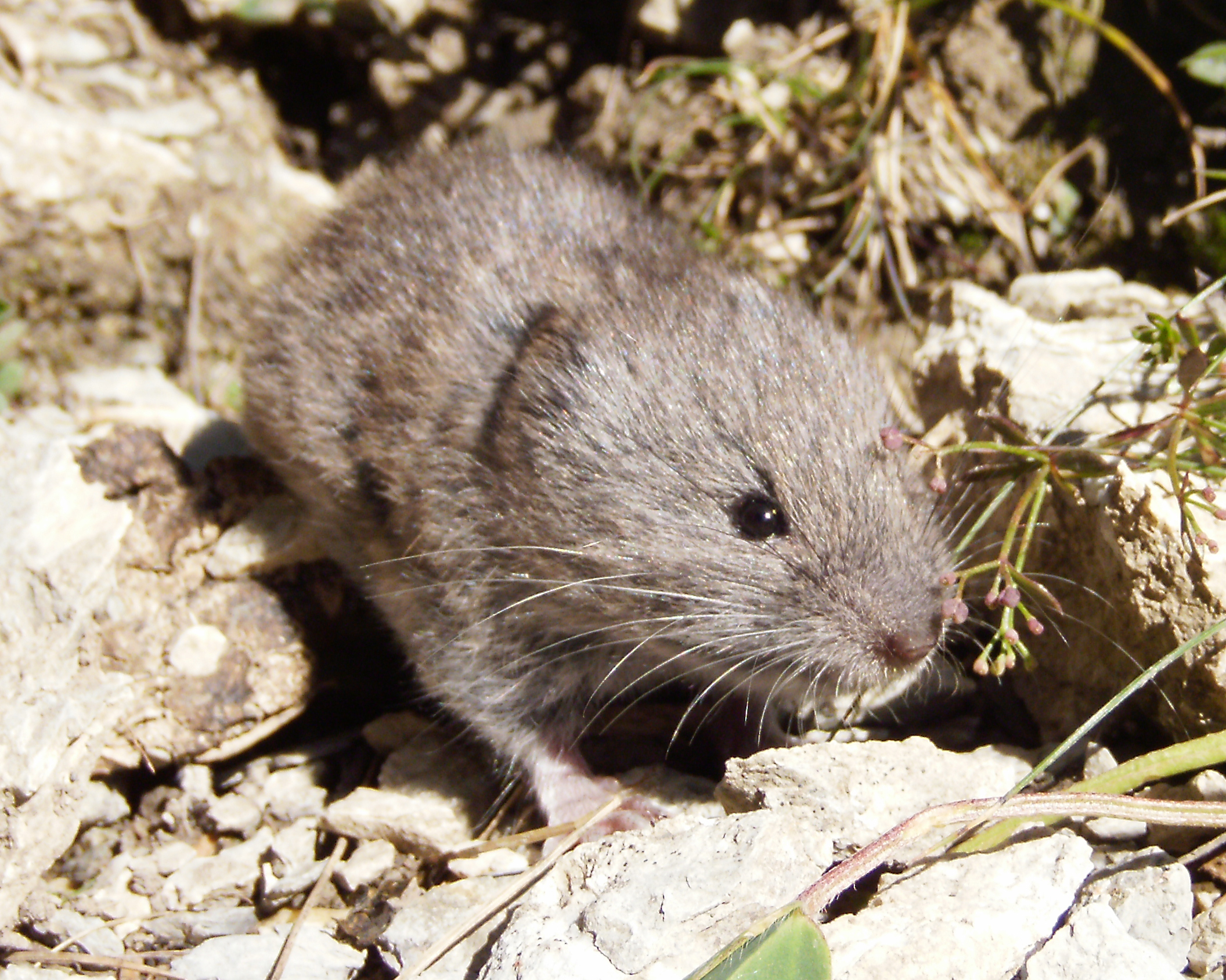